# Saison 2011 de l'ATP
Cet article traite de la saison 2011 masculine. Pour la saison 2011 féminine, voir Saison 2011 de la WTA.
Pour un article plus général, voir 2011 en tennis.
Pour un article plus général, voir ATP World Tour.
Vainqueurs des tournois majeurs
| - 10 ou plus - 5 ou plus - 4 | - 3 - 2 - 1 |

Nombre de tournois ATP par pays en 2011 :

Cet article rassemble les résultats des tournois de tennis masculin de la saison 2011. Celle-ci est constituée de 67 tournois répartis en plusieurs catégories :
- 62 organisés par l'ATP : 
  - les Masters 1000, au nombre de 9 ;
  - les ATP 500, au nombre de 11 :
  - les ATP 250, au nombre de 40 ;
  - les ATP World Tour Finals qui réunissent les huit meilleurs joueurs et paires au classement ATP Race en fin de saison ;
  - la World Team Cup (compétition par équipes).
- 5 organisés par l'ITF :
  - les 4 tournois du Grand Chelem ;
  - la Coupe Davis (compétition par équipes).

La Hopman Cup est une compétition mixte (par équipes), elle est organisée par l'ITF.

## Résumé de la saison
L'ATP World Tour 2011, a été marquée par la domination de Novak Djokovic. Après 6 années de suprématie de Federer-Nadal, le Serbe devient no 1 mondial le 4 juillet 2011 et le reste jusqu’à la fin de l’année. Il réalise un Petit Chelem, n’échouant qu’à Roland-Garros et remporte 5 Masters 1000, un record[réf. nécessaire]. En début d’année, il réalise une incroyable série de 41 victoires consécutives[réf. nécessaire], subissant sa première défaite en demi-finale de Roland-Garros, battu par Roger Federer lors d'un match d'anthologie de plus de 3h30. Il finit l’année avec un bilan de 70 victoires pour 6 défaites (dont 2 abandons).
Rafael Nadal subit la domination du Serbe tout au long de l’année. Il échoue à 6 reprises en finale face à lui, dont deux fois en Grand Chelem, à Wimbledon et à l'US Open. Il parvient cependant à remporter son 6e Roland-Garros, égalant ainsi le record de Björn Borg, ainsi qu’une nouvelle Coupe Davis avec l’Espagne. Il termine l’année à la 2e place mondiale.
Le Suisse Roger Federer joue en 2011 les seconds rôles (relatifs) dans l’ombre de Djokovic et Nadal. Pour la première fois depuis 2003, il ne remporte aucun titre du Grand Chelem et finit l’année no 3 mondial. Il est une nouvelle fois éliminé en quarts de finale à Wimbledon. Il parvient cependant à briller à Roland-Garros, où il échoue en finale après avoir éliminé Djokovic en demi-finale. En fin d’année, il remporte le 5ème tournoi majeur, les ATP World Tour Finals, pour la 6e fois de sa carrière.
Très régulier tout au long de l’année, Andy Murray finit l’année no 4 mondial. Il atteint le dernier carré dans tous les tournois majeurs mais échoue pour la 3e fois en finale d’un Grand Chelem à l’Open d’Australie. Il remporte 2 Masters 1000.
Les autres joueurs ne viennent disputer la suprématie de ce qu’on appelle désormais le Big Four qu’épisodiquement. David Ferrer parvient à éliminer Rafael Nadal en quarts de finale de l’Open d’Australie. Jo-Wilfried Tsonga bat deux fois Roger Federer, dont une fois à Wimbledon et atteint la finale du Masters de fin d'année.

## Nouveautés de la saison
- Les Masters 1000 de Madrid (terre (ext.)) et Rome (même surface) échangent de place, Madrid est maintenant le 4e Masters 1000 de la saison : il se déroule la 1re semaine de mai au lieu de la seconde.
- De plus, la catégorie ATP 250 subit quelques changements :
  - New Haven (dur (ext.)) est remplacé par Winston-Salem (même surface)
  - Kitzbühel (ré)apparaît dans le calendrier (ayant disparu pour la seule saison 2010), se déroule toujours sur terre (ext.) au mois de juillet.
  - Après une seule édition (en 2010), Montpellier (dur (int.)) disparaît. (le tournoi réapparaîtra en 2012)

## Classements

### Évolution du Top 10 de l'ATP
| Rang | Évolution | Nom               | Points |
| ---- | --------- | ----------------- | ------ |
| 1    | 1         | Rafael Nadal      | 12450  |
| 2    | 2         | Roger Federer     | 9145   |
| 3    | 3         | Novak Djokovic    | 6240   |
| 4    | 4         | Andy Murray       | 5760   |
| 5    | 5         | Robin Söderling   | 5580   |
| 6    | 6         | Tomáš Berdych     | 3955   |
| 7    | 7         | David Ferrer      | 3735   |
| 8    | 8         | Andy Roddick      | 3665   |
| 9    | 9         | Fernando Verdasco | 3240   |
| 10   | 10        | Mikhail Youzhny   | 2920   |

| Rang | Évolution | Nom             | Points |
| ---- | --------- | --------------- | ------ |
| 1    | 1         | Bob Bryan       | 11500  |
| 1    | 1         | Mike Bryan      | 11500  |
| 3    | 3         | Daniel Nestor   | 9150   |
| 3    | 3         | Nenad Zimonjić  | 9150   |
| 5    | 5         | Mahesh Bhupathi | 5150   |
| 6    | 6         | Leander Paes    | 5085   |
| 7    | 7         | Max Mirnyi      | 5070   |
| 8    | 8         | Jürgen Melzer   | 4410   |
| 9    | 9         | Lukáš Dlouhý    | 4315   |
| 10   | 10        | Łukasz Kubot    | 4140   |

| Rang | Évolution       | Nom                | Points |
| ---- | --------------- | ------------------ | ------ |
| 1    | en augmentation | Novak Djokovic     | 13630  |
| 2    | en diminution   | Rafael Nadal       | 9595   |
| 3    | en diminution   | Roger Federer      | 8170   |
| 4    | en stagnation   | Andy Murray        | 7380   |
| 5    | en augmentation | David Ferrer       | 4925   |
| 6    | en augmentation | Jo-Wilfried Tsonga | 4335   |
| 7    | en diminution   | Tomáš Berdych      | 3700   |
| 8    | en augmentation | Mardy Fish         | 2965   |
| 9    | en augmentation | Janko Tipsarević   | 2595   |
| 10   | en augmentation | Nicolás Almagro    | 2380   |

| Rang | Évolution       | Nom                  | Points |
| ---- | --------------- | -------------------- | ------ |
| 1    | en stagnation   | Bob Bryan            | 9920   |
| 1    | en stagnation   | Mike Bryan           | 9920   |
| 3    | en augmentation | Max Mirnyi           | 8210   |
| 3    | en stagnation   | Daniel Nestor        | 8210   |
| 5    | en augmentation | Michaël Llodra       | 7500   |
| 5    | en diminution   | Nenad Zimonjić       | 7500   |
| 7    | en diminution   | Mahesh Bhupathi      | 5270   |
| 8    | en diminution   | Leander Paes         | 5170   |
| 9    | en augmentation | Aisam-Ul-Haq Qureshi | 4720   |
| 10   | en augmentation | Philipp Petzschner   | 4605   |

### Statistiques du Top 20 de l'ATP
| #  | Joueurs               | Pays        | Points | Tournois joués | Classement en 2010 | + élevé | - élevé | Évolution '10>'11 |
| -- | --------------------- | ----------- | ------ | -------------- | ------------------ | ------- | ------- | ----------------- |
| 1  | Novak Djokovic        | Serbie      | 13 630 | 19             | 3                  | 1       | 3       | 2                 |
| 2  | Rafael Nadal          | Espagne     | 9 595  | 20             | 1                  | 1       | 2       | 1                 |
| 3  | Roger Federer         | Suisse      | 8 170  | 19             | 2                  | 2       | 4       | 1                 |
| 4  | Andy Murray           | Royaume-Uni | 7 380  | 19             | 4                  | 3       | 5       | =                 |
| 5  | David Ferrer          | Espagne     | 4 925  | 23             | 7                  | 5       | 7       | 2                 |
| 6  | Jo-Wilfried Tsonga    | France      | 4 335  | 25             | 13                 | 6       | 22      | 7                 |
| 7  | Tomáš Berdych         | Tchéquie    | 3 700  | 24             | 6                  | 6       | 10      | 1                 |
| 8  | Mardy Fish            | États-Unis  | 2 965  | 24             | 16                 | 7       | 17      | 8                 |
| 9  | Janko Tipsarević      | Serbie      | 2 595  | 28             | 49                 | 9       | 52      | 40                |
| 10 | Nicolás Almagro       | Espagne     | 2 380  | 27             | 15                 | 9       | 15      | 5                 |
| 11 | Juan Martín del Potro | Argentine   | 2 315  | 22             | 258                | 11      | 485     | 247               |
| 12 | Gilles Simon          | France      | 2 165  | 28             | 41                 | 11      | 41      | 29                |
| 13 | Robin Söderling       | Suède       | 2 120  | 22             | 5                  | 4       | 13      | 8                 |
| 14 | Andy Roddick          | États-Unis  | 1 940  | 20             | 8                  | 8       | 21      | 6                 |
| 15 | Alexandr Dolgopolov   | Ukraine     | 1 925  | 30             | 48                 | 15      | 49      | 33                |
| 16 | Gaël Monfils          | France      | 1 910  | 23             | 12                 | 7       | 16      | 4                 |
| 17 | Stanislas Wawrinka    | Suisse      | 1 820  | 23             | 21                 | 13      | 21      | 4                 |
| 18 | John Isner            | États-Unis  | 1 800  | 25             | 19                 | 18      | 47      | 1                 |
| 19 | Richard Gasquet       | France      | 1 765  | 21             | 30                 | 11      | 33      | 11                |
| 20 | Feliciano López       | Espagne     | 1 755  | 28             | 32                 | 20      | 44      | 12                |

### Gains en tournois
| #                  | Joueur             | Pays        | Simple      | Double  | Total       |
| ------------------ | ------------------ | ----------- | ----------- | ------- | ----------- |
| 1                  | Novak Djokovic     | Serbie      | $12,595,903 | $23,900 | $12,619,803 |
| 2                  | Rafael Nadal       | Espagne     | $7,603,218  | $64,996 | $7,668,214  |
| 3                  | Roger Federer      | Suisse      | $6,320,726  | $48,850 | $6,369,576  |
| 4                  | Andy Murray        | Royaume-Uni | $5,088,235  | $91,856 | $5,180,091  |
| 5                  | Jo-Wilfried Tsonga | France      | $3,128,436  | $45,533 | $3,173,969  |
| 6                  | David Ferrer       | Espagne     | $3,104,854  | $9,050  | $3,113,904  |
| 7                  | Tomáš Berdych      | Tchéquie    | $2,521,127  | $55,686 | $2,576,813  |
| 8                  | Mardy Fish         | États-Unis  | $1,830,629  | $51,462 | $1,882,091  |
| 9                  | Janko Tipsarević   | Serbie      | $1,614,588  | $78,324 | $1,692,912  |
| 10                 | Nicolás Almagro    | Espagne     | $1,511,185  | $59,822 | $1,571,007  |
| au 5 décembre 2011 |                    |             |             |         |             |

## Palmarès
| Catégorie                   |
| --------------------------- |
| Grand Chelem                |
| ATP World Tour Finals       |
| ATP World Tour Masters 1000 |
| ATP World Tour 500          |
| ATP World Tour 250          |

### Simple
| No | Date       | Nom et lieu du tournoi                                   | Catégorie    | Dotation       | Surface      | Vainqueur             | Finaliste             | Score               | [ 1 ]   |
| -- | ---------- | -------------------------------------------------------- | ------------ | -------------- | ------------ | --------------------- | --------------------- | ------------------- | ------- |
| 1  | 02/01/2011 | Brisbane International, Brisbane                         | ATP 250      | 422,300 $      | Dur (ext.)   | Robin Söderling       | Andy Roddick          | 6-3, 7-5            | Tableau |
| 2  | 03/01/2011 | Aircel Chennai Open, Chennai                             | ATP 250      | 398,250 $      | Dur (ext.)   | Stanislas Wawrinka    | Xavier Malisse        | 7-5, 4-6, 6-1       | Tableau |
| 3  | 03/01/2011 | Qatar ExxonMobil Open, Doha                              | ATP 250      | 1 024 000 $    | Dur (ext.)   | Roger Federer         | Nikolay Davydenko     | 6-3, 6-4            | Tableau |
| 4  | 10/01/2011 | Medibank International, Sydney                           | ATP 250      | 422,300 $      | Dur (ext.)   | Gilles Simon          | Viktor Troicki        | 7-5, 7-64           | Tableau |
| 5  | 10/01/2011 | Heineken Open, Auckland                                  | ATP 250      | 398,250 $      | Dur (ext.)   | David Ferrer          | David Nalbandian      | 6-3, 6-2            | Tableau |
| 6  | 17/01/2011 | Australian Open, Melbourne                               | G. Chelem    | 11 414 950 AU$ | Dur (ext.)   | Novak Djokovic        | Andy Murray           | 6-4, 6-2, 6-3       | Tableau |
| 7  | 31/01/2011 | SA Open, Johannesburg                                    | ATP 250      | 442,500 $      | Dur (int.)   | Kevin Anderson        | Somdev Devvarman      | 4-6, 6-3, 6-2       | Tableau |
| 8  | 31/01/2011 | PBZ Zagreb Indoors, Zagreb                               | ATP 250      | 398,250 €      | Dur (int.)   | Ivan Dodig            | Michael Berrer        | 6-3, 6-4            | Tableau |
| 9  | 31/01/2011 | Movistar Open, Santiago du Chili                         | ATP 250      | 398,250 $      | Terre (ext.) | Tommy Robredo         | Santiago Giraldo      | 6-2, 2-6, 7-65      | Tableau |
| 10 | 07/02/2011 | SAP Open, San José                                       | ATP 250      | 531,000 $      | Dur (int.)   | Milos Raonic          | Fernando Verdasco     | 7-66, 7-65          | Tableau |
| 11 | 07/02/2011 | ABN AMRO World Tennis Tournament, Rotterdam              | ATP 500      | 1 150 000 €    | Dur (int.)   | Robin Söderling       | Jo-Wilfried Tsonga    | 6-3, 3-6, 6-3       | Tableau |
| 12 | 07/02/2011 | Brasil Open, Costa do Sauípe                             | ATP 250      | 470,200 $      | Terre (ext.) | Nicolás Almagro       | Alexandr Dolgopolov   | 6-3, 7-63           | Tableau |
| 13 | 14/02/2011 | Open 13, Marseille                                       | ATP 250      | 512,750 €      | Dur (int.)   | Robin Söderling       | Marin Čilić           | 68-7, 6-3, 6-3      | Tableau |
| 14 | 14/02/2011 | Regions Morgan Keegan Championships, Memphis             | ATP 500      | 1 100 000 $    | Dur (int.)   | Andy Roddick          | Milos Raonic          | 7-67, 611-7, 7-5    | Tableau |
| 15 | 14/02/2011 | Copa Claro, Buenos Aires                                 | ATP 250      | 478,900 $      | Terre (ext.) | Nicolás Almagro       | Juan Ignacio Chela    | 6-3, 3-6, 6-4       | Tableau |
| 16 | 21/02/2011 | Dubai Duty Free Tennis Championships, Dubaï              | ATP 500      | 1 619 500 $    | Dur (ext.)   | Novak Djokovic        | Roger Federer         | 6-3, 6-3            | Tableau |
| 17 | 21/02/2011 | International Tennis Championships, Delray Beach         | ATP 250      | 442,500 $      | Dur (ext.)   | Juan Martín del Potro | Janko Tipsarević      | 6-4, 6-4            | Tableau |
| 18 | 21/02/2011 | Abierto Mexicano Telcel HSBC, Acapulco                   | ATP 500      | 1 100 000 $    | Terre (ext.) | David Ferrer          | Nicolás Almagro       | 7-64, 62-7, 6-2     | Tableau |
| 19 | 10/03/2011 | BNP Paribas Open, Indian Wells                           | Masters 1000 | 3 645 000 $    | Dur (ext.)   | Novak Djokovic        | Rafael Nadal          | 4-6, 6-3, 6-2       | Tableau |
| 20 | 23/03/2011 | Sony Ericsson Open, Miami                                | Masters 1000 | 3 645 000 $    | Dur (ext.)   | Novak Djokovic        | Rafael Nadal          | 4-6, 6-3, 7-64      | Tableau |
| 21 | 04/04/2011 | U.S. Men's Clay Court Championships, Houston             | ATP 250      | 442,500 $      | Terre (ext.) | Ryan Sweeting         | Kei Nishikori         | 6-4, 7-63           | Tableau |
| 22 | 04/04/2011 | Grand Prix Hassan II, Casablanca                         | ATP 250      | 398,250 €      | Terre (ext.) | Pablo Andújar         | Potito Starace        | 6-1, 6-2            | Tableau |
| 23 | 10/04/2011 | Monte-Carlo Rolex Masters, Monte-Carlo                   | Masters 1000 | 2 227 500 €    | Terre (ext.) | Rafael Nadal          | David Ferrer          | 6-4, 7-5            | Tableau |
| 24 | 18/04/2011 | Open Banco Sabadell, Barcelone                           | ATP 500      | 1 550 000 €    | Terre (ext.) | Rafael Nadal          | David Ferrer          | 6-2, 6-4            | Tableau |
| 25 | 24/04/2011 | BMW Open by FWU Takaful, Munich                          | ATP 250      | 398,250 €      | Terre (ext.) | Nikolay Davydenko     | Florian Mayer         | 6-3, 3-6, 6-1       | Tableau |
| 26 | 25/04/2011 | Serbia Open, Belgrade                                    | ATP 250      | 364,900 €      | Terre (ext.) | Novak Djokovic        | Feliciano López       | 7-64, 6-2           | Tableau |
| 27 | 25/04/2011 | Estoril Open, Estoril                                    | ATP 250      | 398,250 €      | Terre (ext.) | Juan Martín del Potro | Fernando Verdasco     | 6-2, 6-2            | Tableau |
| 28 | 01/05/2011 | Mutua Madrid Open, Madrid                                | Masters 1000 | 2 835 000 €    | Terre (ext.) | Novak Djokovic        | Rafael Nadal          | 7-5, 6-4            | Tableau |
| 29 | 08/05/2011 | Internazionali BNL d'Italia, Rome                        | Masters 1000 | 2 227 500 €    | Terre (ext.) | Novak Djokovic        | Rafael Nadal          | 6-4, 6-4            | Tableau |
| 30 | 15/05/2011 | Open de Nice Côte d'Azur, Nice                           | ATP 250      | 398,250 €      | Terre (ext.) | Nicolás Almagro       | Victor Hănescu        | 65-7, 6-3, 6-3      | Tableau |
| 31 | 22/05/2011 | Roland-Garros, Paris                                     | G. Chelem    | 7 884 000 €    | Terre (ext.) | Rafael Nadal          | Roger Federer         | 7-5, 7-63, 5-7, 6-1 | Tableau |
| 32 | 06/06/2011 | Gerry Weber Open, Halle (Westf.)                         | ATP 250      | 663,750 €      | Gazon (ext.) | Philipp Kohlschreiber | Philipp Petzschner    | 7-65, 2-0 ab.       | Tableau |
| 33 | 06/06/2011 | AEGON Championships, Londres                             | ATP 250      | 608,000 €      | Gazon (ext.) | Andy Murray           | Jo-Wilfried Tsonga    | 3-6, 7-64, 6-4      | Tableau |
| 34 | 12/06/2011 | UNICEF Open, Bois-le-Duc                                 | ATP 250      | 398,250 €      | Gazon (ext.) | Dmitri Toursounov     | Ivan Dodig            | 6-3, 6-2            | Tableau |
| 35 | 12/06/2011 | AEGON International, Eastbourne                          | ATP 250      | 410,925 €      | Gazon (ext.) | Andreas Seppi         | Janko Tipsarević      | 7-65, 3-6, 5-3 ab.  | Tableau |
| 36 | 20/06/2011 | The Championships, Wimbledon                             | G. Chelem    | 13 725 000 £   | Gazon (ext.) | Novak Djokovic        | Rafael Nadal          | 6-4, 6-1, 1-6, 6-3  | Tableau |
| 37 | 04/07/2011 | Campbell's Hall of Fame Tennis Championships, Newport    | ATP 250      | 442,500 $      | Gazon (ext.) | John Isner            | Olivier Rochus        | 6-3, 7-66           | Tableau |
| 38 | 11/07/2011 | Mercedes Cup, Stuttgart                                  | ATP 250      | 398,250 €      | Terre (ext.) | Juan Carlos Ferrero   | Pablo Andújar         | 6-4, 6-0            | Tableau |
| 39 | 11/07/2011 | SkiStar Swedish Open, Båstad                             | ATP 250      | 398,250 €      | Terre (ext.) | Robin Söderling       | David Ferrer          | 6-2, 6-2            | Tableau |
| 40 | 18/07/2011 | bet-at-home Open - German Tennis Championships, Hambourg | ATP 500      | 1 000 000 €    | Terre (ext.) | Gilles Simon          | Nicolás Almagro       | 6-4, 4-6, 6-4       | Tableau |
| 41 | 18/07/2011 | Atlanta Tennis Championships, Atlanta                    | ATP 250      | 531,000 $      | Dur (ext.)   | Mardy Fish            | John Isner            | 3-6, 7-66, 6-2      | Tableau |
| 42 | 25/07/2011 | Crédit Agricole Suisse Open Gstaad, Gstaad               | ATP 250      | 398,250 €      | Terre (ext.) | Marcel Granollers     | Fernando Verdasco     | 6-4, 3-6, 6-3       | Tableau |
| 43 | 25/07/2011 | Farmers Classic, Los Angeles                             | ATP 250      | 619,500 $      | Dur (ext.)   | Ernests Gulbis        | Mardy Fish            | 5-7, 6-4, 6-4       | Tableau |
| 44 | 25/07/2011 | ATP Studena Croatia Open, Umag                           | ATP 250      | 398,250 €      | Terre (ext.) | Alexandr Dolgopolov   | Marin Čilić           | 6-4, 3-6, 6-3       | Tableau |
| 45 | 31/07/2011 | Bet-at-home Cup, Kitzbühel                               | ATP 250      | 398,250 €      | Terre (ext.) | Robin Haase           | Albert Montañés       | 6-4, 4-6, 6-1       | Tableau |
| 46 | 01/08/2011 | Legg Mason Tennis Classic, Washington                    | ATP 500      | 1 166 400 $    | Dur (ext.)   | Radek Štěpánek        | Gaël Monfils          | 6-4, 6-4            | Tableau |
| 47 | 08/08/2011 | Rogers Cup, Montréal                                     | Masters 1000 | 2 430 000 $    | Dur (ext.)   | Novak Djokovic        | Mardy Fish            | 6-2, 3-6, 6-4       | Tableau |
| 48 | 14/08/2011 | Western & Southern Financial Group Masters, Cincinnati   | Masters 1000 | 2 592 000 $    | Dur (ext.)   | Andy Murray           | Novak Djokovic        | 6-4, 3-0 ab.        | Tableau |
| 49 | 22/08/2011 | Winston-Salem Open, Winston-Salem                        | ATP 250      | 553,125 $      | Dur (ext.)   | John Isner            | Julien Benneteau      | 4-6, 6-3, 6-4       | Tableau |
| 50 | 29/08/2011 | US Open, Flushing Meadows                                | G. Chelem    | 10 508 000 $   | Dur (ext.)   | Novak Djokovic        | Rafael Nadal          | 6-2, 6-4, 63-7, 6-1 | Tableau |
| 51 | 19/09/2011 | Moselle Open, Metz                                       | ATP 250      | 398,250 €      | Dur (int.)   | Jo-Wilfried Tsonga    | Ivan Ljubičić         | 6-3, 64-7, 6-3      | Tableau |
| 52 | 19/09/2011 | BRD Nastase Tiriac Trophy, Bucarest                      | ATP 250      | 371,200 €      | Terre (ext.) | Florian Mayer         | Pablo Andújar         | 6-3, 6-1            | Tableau |
| 53 | 26/09/2011 | PTT Thailand Open, Bangkok                               | ATP 250      | 587,000 $      | Dur (int.)   | Andy Murray           | Donald Young          | 6-2, 6-0            | Tableau |
| 54 | 26/09/2011 | Malaysian Open, Kuala Lumpur                             | ATP 250      | 850,000 $      | Dur (int.)   | Janko Tipsarević      | Márcos Baghdatís      | 6-4, 7-5            | Tableau |
| 55 | 03/10/2011 | China Open, Pékin                                        | ATP 500      | 2 100 000 $    | Dur (ext.)   | Tomáš Berdych         | Marin Čilić           | 3-6, 6-4, 6-1       | Tableau |
| 56 | 03/10/2011 | Rakuten Japan Open, Tokyo                                | ATP 500      | 1 214 500 $    | Dur (ext.)   | Andy Murray           | Rafael Nadal          | 3-6, 6-2, 6-0       | Tableau |
| 57 | 09/10/2011 | Shanghai Rolex Masters, Shanghai                         | Masters 1000 | 3 240 000 $    | Dur (ext.)   | Andy Murray           | David Ferrer          | 7-5, 6-4            | Tableau |
| 58 | 17/10/2011 | If Stockholm Open, Stockholm                             | ATP 250      | 531,000 €      | Dur (int.)   | Gaël Monfils          | Jarkko Nieminen       | 7-5, 3-6, 6-2       | Tableau |
| 59 | 17/10/2011 | Kremlin Cup, Moscou                                      | ATP 250      | 725,000 $      | Dur (int.)   | Janko Tipsarević      | Viktor Troicki        | 6-4, 6-2            | Tableau |
| 60 | 24/10/2011 | Erste Bank Open, Vienne                                  | ATP 250      | 575,250 €      | Dur (int.)   | Jo-Wilfried Tsonga    | Juan Martín del Potro | 65-7, 6-3, 6-4      | Tableau |
| 61 | 24/10/2011 | St. Petersburg Open, Saint-Pétersbourg                   | ATP 250      | 663,750 $      | Dur (int.)   | Marin Čilić           | Janko Tipsarević      | 6-3, 3-6, 6-2       | Tableau |
| 62 | 30/10/2011 | Valencia Open 500, Valence                               | ATP 500      | 1 357 000 €    | Dur (int.)   | Marcel Granollers     | Juan Mónaco           | 6-2, 4-6, 7-63      | Tableau |
| 63 | 31/10/2011 | Swiss Indoors Basel, Bâle                                | ATP 500      | 1 308 100 €    | Dur (int.)   | Roger Federer         | Kei Nishikori         | 6-1, 6-3            | Tableau |
| 64 | 06/11/2011 | BNP Paribas Masters, Paris                               | Masters 1000 | 2 227 500 €    | Dur (int.)   | Roger Federer         | Jo-Wilfried Tsonga    | 6-1, 7-63           | Tableau |
| 65 | 20/11/2011 | Barclays ATP World Tour Finals, Londres                  | Masters      | 5 070 000 £    | Dur (int.)   | Roger Federer         | Jo-Wilfried Tsonga    | 6-3, 66-7, 6-3      | Tableau |

### Double
| No | Date       | Nom et lieu du tournoi                                  | Catégorie    | Dotation       | Surface      | Vainqueurs                          | Finalistes                           | Score              | [ 1 ]   |
| -- | ---------- | ------------------------------------------------------- | ------------ | -------------- | ------------ | ----------------------------------- | ------------------------------------ | ------------------ | ------- |
| 1  | 02/01/2011 | Brisbane International Brisbane                         | ATP 250      | 422,300 $      | Dur (ext.)   | Lukáš Dlouhý Paul Hanley            | Robert Lindstedt Horia Tecău         | 6-4 ab.            | Tableau |
| 2  | 03/01/2011 | Aircel Chennai Open Chennai                             | ATP 250      | 398,250 $      | Dur (ext.)   | Mahesh Bhupathi Leander Paes        | Robin Haase David Martin             | 6-2, 63-7, [10-7]  | Tableau |
| 3  | 03/01/2011 | Qatar ExxonMobil Open Doha                              | ATP 250      | 1 024 000 $    | Dur (ext.)   | Marc López Rafael Nadal             | Daniele Bracciali Andreas Seppi      | 6-3, 7-64          | Tableau |
| 4  | 10/01/2011 | Medibank International Sydney                           | ATP 250      | 422,300 $      | Dur (ext.)   | Lukáš Dlouhý Paul Hanley            | Bob Bryan Mike Bryan                 | 6-7, 6-3, [10-5]   | Tableau |
| 5  | 10/01/2011 | Heineken Open Auckland                                  | ATP 250      | 398,250 $      | Dur (ext.)   | Marcel Granollers Tommy Robredo     | Johan Brunström Stephen Huss         | 6-4, 7-66          | Tableau |
| 6  | 17/01/2011 | Australian Open Melbourne                               | G. Chelem    | 11 414 950 AU$ | Dur (ext.)   | Bob Bryan Mike Bryan                | Mahesh Bhupathi Leander Paes         | 6-3, 6-4           | Tableau |
| 7  | 31/01/2011 | SA Tennis Open Johannesburg                             | ATP 250      | 442,500 $      | Dur (ext.)   | James Cerretani Adil Shamasdin      | Scott Lipsky Rajeev Ram              | 6-3, 3-6, [10-7]   | Tableau |
| 8  | 31/01/2011 | PBZ Zagreb Indoors Zagreb                               | ATP 250      | 398,250 €      | Dur (int.)   | Dick Norman Horia Tecău             | Marcel Granollers Marc López         | 6-3, 6-4           | Tableau |
| 9  | 31/01/2011 | Movistar Open Santiago du Chili                         | ATP 250      | 398,250 $      | Terre (ext.) | Marcelo Melo Bruno Soares           | Łukasz Kubot Oliver Marach           | 6-3, 7-63          | Tableau |
| 10 | 07/02/2011 | SAP Open San José                                       | ATP 250      | 531,000 $      | Dur (int.)   | Scott Lipsky Rajeev Ram             | Alejandro Falla Xavier Malisse       | 6-4, 4-6, [10-8]   | Tableau |
| 11 | 07/02/2011 | ABN AMRO World Tennis Tournament Rotterdam              | ATP 500      | 1 150 000 €    | Dur (int.)   | Jürgen Melzer Philipp Petzschner    | Michaël Llodra Nenad Zimonjić        | 6-4, 3-6, [10-5]   | Tableau |
| 12 | 07/02/2011 | Brasil Open Costa do Sauípe                             | ATP 250      | 470,200 $      | Terre (ext.) | Marcelo Melo Bruno Soares           | Pablo Andújar Daniel Gimeno-Traver   | 7-64, 6-3          | Tableau |
| 13 | 14/02/2011 | Open 13 Marseille                                       | ATP 250      | 512,750 €      | Dur (int.)   | Robin Haase Ken Skupski             | Julien Benneteau Jo-Wilfried Tsonga  | 6-3, 64-7, [13-11] | Tableau |
| 14 | 14/02/2011 | Regions Morgan Keegan Championships Memphis             | ATP 500      | 1 100 000 $    | Dur (int.)   | Max Mirnyi Daniel Nestor            | Eric Butorac Jean-Julien Rojer       | 6-2, 66-7, [10-3]  | Tableau |
| 15 | 14/02/2011 | Copa Claro Buenos Aires                                 | ATP 250      | 478,900 $      | Terre (ext.) | Oliver Marach Leonardo Mayer        | Franco Ferreiro André Sá             | 7-66, 6-3          | Tableau |
| 16 | 21/02/2011 | Dubai Duty Free Tennis Championships Dubaï              | ATP 500      | 1 619 500 $    | Dur (ext.)   | Serhiy Stakhovsky Mikhail Youzhny   | Jérémy Chardy Feliciano López        | 4-6, 6-3, [10-3]   | Tableau |
| 17 | 21/02/2011 | International Tennis Championships Delray Beach         | ATP 250      | 442,500 $      | Dur (ext.)   | Scott Lipsky Rajeev Ram             | Christopher Kas Alexander Peya       | 4-6, 6-4, [10-3]   | Tableau |
| 18 | 21/02/2011 | Abierto Mexicano Telcel HSBC Acapulco                   | ATP 500      | 1 100 000 $    | Terre (ext.) | Victor Hănescu Horia Tecău          | Marcelo Melo Bruno Soares            | 6-1, 6-3           | Tableau |
| 19 | 10/03/2011 | BNP Paribas Open Indian Wells                           | Masters 1000 | 3 645 000 $    | Dur (ext.)   | Alexandr Dolgopolov Xavier Malisse  | Roger Federer Stanislas Wawrinka     | 6-4, 65-7, [10-7]  | Tableau |
| 20 | 23/03/2011 | Sony Ericsson Open Miami                                | Masters 1000 | 3 645 000 $    | Dur (ext.)   | Mahesh Bhupathi Leander Paes        | Max Mirnyi Daniel Nestor             | 65-7, 6-2, [10-5]  | Tableau |
| 21 | 04/04/2011 | U.S. Men's Clay Court Championships Houston             | ATP 250      | 442,500 $      | Terre (ext.) | Bob Bryan Mike Bryan                | John Isner Sam Querrey               | 64-7, 6-2, [10-5]  | Tableau |
| 22 | 04/04/2011 | Grand Prix Hassan II Casablanca                         | ATP 250      | 398,250 €      | Terre (ext.) | Robert Lindstedt Horia Tecău        | Colin Fleming Igor Zelenay           | 6-2, 6-1           | Tableau |
| 23 | 10/04/2011 | Monte-Carlo Rolex Masters Monte-Carlo                   | Masters 1000 | 2 227 500 €    | Terre (ext.) | Bob Bryan Mike Bryan                | Juan Ignacio Chela Bruno Soares      | 6-3, 6-2           | Tableau |
| 24 | 18/04/2011 | Open Banco Sabadell Barcelone                           | ATP 500      | 1 550 000 €    | Terre (ext.) | Santiago González Scott Lipsky      | Bob Bryan Mike Bryan                 | 5-7, 6-2, [12-10]  | Tableau |
| 25 | 24/04/2011 | BMW Open by FWU Takaful Munich                          | ATP 250      | 398,250 €      | Terre (ext.) | Simone Bolelli Horacio Zeballos     | Andreas Beck Christopher Kas         | 7-63, 6-4          | Tableau |
| 26 | 25/04/2011 | Serbia Open Belgrade                                    | ATP 250      | 364,900 €      | Terre (ext.) | František Čermák Filip Polášek      | Oliver Marach Alexander Peya         | 7-5, 6-2           | Tableau |
| 27 | 25/04/2011 | Estoril Open Estoril                                    | ATP 250      | 398,250 €      | Terre (ext.) | Eric Butorac Jean-Julien Rojer      | Marc López David Marrero             | 6-3, 6-4           | Tableau |
| 28 | 01/05/2011 | Mutua Madrid Open Madrid                                | Masters 1000 | 2 835 000 €    | Terre (ext.) | Bob Bryan Mike Bryan                | Michaël Llodra Nenad Zimonjić        | 6-3, 6-3           | Tableau |
| 29 | 08/05/2011 | Internazionali BNL d'Italia Rome                        | Masters 1000 | 2 227 500 €    | Terre (ext.) | John Isner Sam Querrey              | Mardy Fish Andy Roddick              | Forfait            | Tableau |
| 30 | 15/05/2011 | Open de Nice Côte d’Azur Nice                           | ATP 250      | 398,250 €      | Terre (ext.) | Eric Butorac Jean-Julien Rojer      | Santiago González David Marrero      | 6-3, 6-4           | Tableau |
| 31 | 22/05/2011 | Roland-Garros Paris                                     | G. Chelem    | 7 884 000 €    | Terre (ext.) | Max Mirnyi Daniel Nestor            | Juan Sebastián Cabal Eduardo Schwank | 7-63, 3-6, 6-4     | Tableau |
| 32 | 06/06/2011 | Gerry Weber Open Halle (Westf.)                         | ATP 250      | 663,750 €      | Gazon (ext.) | Rohan Bopanna Aisam-Ul-Haq Qureshi  | Robin Haase Milos Raonic             | 7-68, 3-6, [11-9]  | Tableau |
| 33 | 06/06/2011 | AEGON Championships Londres                             | ATP 250      | 608,000 €      | Gazon (ext.) | Bob Bryan Mike Bryan                | Mahesh Bhupathi Leander Paes         | 6-72, 7-64, [10-6] | Tableau |
| 34 | 12/06/2011 | UNICEF Open Bois-le-Duc                                 | ATP 250      | 398,250 €      | Gazon (ext.) | Daniele Bracciali František Čermák  | Robert Lindstedt Horia Tecău         | 6-3, 2-6, [10-8]   | Tableau |
| 35 | 12/06/2011 | AEGON International Eastbourne                          | ATP 250      | 410,925 €      | Gazon (ext.) | Jonathan Erlich Andy Ram            | Grigor Dimitrov Andreas Seppi        | 6-3, 6-3           | Tableau |
| 36 | 20/06/2011 | The Championships Wimbledon                             | G. Chelem    | 13 725 000 £   | Gazon (ext.) | Bob Bryan Mike Bryan                | Horia Tecău                          | 6-3, 6-4, 7-62     | Tableau |
| 37 | 04/07/2011 | Campbell's Hall of Fame Tennis Championships Newport    | ATP 250      | 442,500 $      | Gazon (ext.) | Matthew Ebden Ryan Harrison         | Johan Brunström Adil Shamasdin       | 4-6, 6-3, [10-5]   | Tableau |
| 38 | 11/07/2011 | Mercedes Cup Stuttgart                                  | ATP 250      | 398,250 €      | Terre (ext.) | Jürgen Melzer Philipp Petzschner    | Marcel Granollers Marc López         | 6-3, 6-4           | Tableau |
| 39 | 11/07/2011 | SkiStar Swedish Open Båstad                             | ATP 250      | 398,250 €      | Terre (ext.) | Robert Lindstedt Horia Tecău        | Simon Aspelin Andreas Siljeström     | 6-3, 6-3           | Tableau |
| 40 | 18/07/2011 | bet-at-home Open - German Tennis Championships Hambourg | ATP 500      | 1 000 000 €    | Terre (ext.) | Oliver Marach Alexander Peya        | František Čermák Filip Polášek       | 6-4, 6-1           | Tableau |
| 41 | 18/07/2011 | Atlanta Tennis Championships Atlanta                    | ATP 250      | 531,000 $      | Dur (ext.)   | Alex Bogomolov Matthew Ebden        | Matthias Bachinger Frank Moser       | 3-6, 7-5, [10-8]   | Tableau |
| 42 | 25/07/2011 | Crédit Agricole Suisse Open Gstaad Gstaad               | ATP 250      | 398,250 €      | Terre (ext.) | František Čermák Filip Polášek      | Christopher Kas Alexander Peya       | 6-3, 7-67          | Tableau |
| 43 | 25/07/2011 | Farmers Classic Los Angeles                             | ATP 250      | 619,500 $      | Dur (ext.)   | Mark Knowles Xavier Malisse         | Somdev Devvarman Treat Conrad Huey   | 7-63, 7-610        | Tableau |
| 44 | 25/07/2011 | ATP Studena Croatia Open Umag                           | ATP 250      | 398,250 €      | Terre (ext.) | Simone Bolelli Fabio Fognini        | Marin Čilić Lovro Zovko              | 6-3, 5-7, [10-7]   | Tableau |
| 45 | 31/07/2011 | Bet-at-home Cup Kitzbühel                               | ATP 250      | 398,250 €      | Terre (ext.) | Daniele Bracciali Santiago González | Franco Ferreiro André Sá             | 7-61, 4-6, [11-9]  | Tableau |
| 46 | 01/08/2011 | Legg Mason Tennis Classic Washington                    | ATP 500      | 1 166 400 $    | Dur (ext.)   | Michaël Llodra Nenad Zimonjić       | Robert Lindstedt Horia Tecău         | 63-7, 7-66, [10-7] | Tableau |
| 47 | 08/08/2011 | Rogers Cup Montréal                                     | Masters 1000 | 2 430 000 $    | Dur (ext.)   | Michaël Llodra Nenad Zimonjić       | Bob Bryan Mike Bryan                 | 6-4, 65-7,[10-5]   | Tableau |
| 48 | 14/08/2011 | Western & Southern Open Cincinnati                      | Masters 1000 | 2 592 000 $    | Dur (ext.)   | Mahesh Bhupathi Leander Paes        | Michaël Llodra Nenad Zimonjić        | 7-64, 7-62         | Tableau |
| 49 | 22/08/2011 | Winston-Salem Open Winston-Salem                        | ATP 250      | 553,125 $      | Dur (ext.)   | Jonathan Erlich Andy Ram            | Christopher Kas Alexander Peya       | 7-62, 6-4          | Tableau |
| 50 | 29/08/2011 | US Open Flushing Meadows                                | G. Chelem    | 10 508 000 $   | Dur (ext.)   | Jürgen Melzer Philipp Petzschner    | Mariusz Fyrstenberg Marcin Matkowski | 6-2, 6-2           | Tableau |
| 51 | 19/09/2011 | Moselle Open Metz                                       | ATP 250      | 398,250 €      | Dur (int.)   | Jamie Murray André Sá               | Lukáš Dlouhý Marcelo Melo            | 6-4, 7-67          | Tableau |
| 52 | 19/09/2011 | BRD Nastase Tiriac Trophy Bucarest                      | ATP 250      | 371,200 €      | Terre (ext.) | Daniele Bracciali Potito Starace    | Julian Knowle David Marrero          | 3-6, 6-4, [10-8]   | Tableau |
| 53 | 26/09/2011 | PTT Thailand Open Bangkok                               | ATP 250      | 587,000 $      | Dur (int.)   | Oliver Marach Aisam-Ul-Haq Qureshi  | Michael Kohlmann Alexander Waske     | 7-64, 7-65         | Tableau |
| 54 | 26/09/2011 | Malaysian Open Kuala Lumpur                             | ATP 250      | 850,000 $      | Dur (int.)   | Eric Butorac Jean-Julien Rojer      | František Čermák Filip Polášek       | 6-1, 6-3           | Tableau |
| 55 | 03/10/2011 | China Open Pékin                                        | ATP 500      | 2 100 000 $    | Dur (ext.)   | Michaël Llodra Nenad Zimonjić       | Robert Lindstedt Horia Tecău         | 7-62, 7-64         | Tableau |
| 56 | 03/10/2011 | Rakuten Japan Open Tokyo                                | ATP 500      | 1 214 500 $    | Dur (ext.)   | Andy Murray Jamie Murray            | František Čermák Filip Polášek       | 6-1, 6-4           | Tableau |
| 57 | 09/10/2011 | Shanghai Rolex Masters Shanghai                         | Masters 1000 | 3 240 000 $    | Dur (ext.)   | Max Mirnyi Daniel Nestor            | Michaël Llodra Nenad Zimonjić        | 3-6, 6-1, [12-10]  | Tableau |
| 58 | 17/10/2011 | If Stockholm Open Stockholm                             | ATP 250      | 531,000 €      | Dur (int.)   | Rohan Bopanna Aisam-Ul-Haq Qureshi  | Marcelo Melo Bruno Soares            | 6-1, 6-3           | Tableau |
| 59 | 17/10/2011 | Kremlin Cup Moscou                                      | ATP 250      | 725,000 $      | Dur (int.)   | František Čermák Filip Polášek      | Carlos Berlocq David Marrero         | 6-3, 6-1           | Tableau |
| 60 | 24/10/2011 | Erste Bank Open Vienne                                  | ATP 250      | 575,250 €      | Dur (int.)   | Bob Bryan Mike Bryan                | Max Mirnyi Daniel Nestor             | 7-610, 6-3         | Tableau |
| 61 | 24/10/2011 | St. Petersburg Open Saint-Pétersbourg                   | ATP 250      | 663,750 $      | Dur (int.)   | Colin Fleming Ross Hutchins         | Mikhail Elgin Alexander Kudryavtsev  | 6-3, 65-7, [10-8]  | Tableau |
| 62 | 30/10/2011 | Valencia Open 500 Valence                               | ATP 500      | 1 357 000 €    | Dur (int.)   | Bob Bryan Mike Bryan                | Eric Butorac Jean-Julien Rojer       | 6-4, 7-69          | Tableau |
| 63 | 31/10/2011 | Swiss Indoors Basel Bâle                                | ATP 500      | 1 308 100 €    | Dur (int.)   | Michaël Llodra Nenad Zimonjić       | Max Mirnyi Daniel Nestor             | 6-4, 7-5           | Tableau |
| 64 | 06/11/2011 | BNP Paribas Masters Paris                               | Masters 1000 | 2 227 500 €    | Dur (int.)   | Rohan Bopanna Aisam-Ul-Haq Qureshi  | Julien Benneteau Nicolas Mahut       | 6-2, 6-4           | Tableau |
| 65 | 20/11/2011 | Barclays ATP World Tour Finals Londres                  | Masters      | 5 070 000 $    | Dur (int.)   | Max Mirnyi Daniel Nestor            | Mariusz Fyrstenberg Marcin Matkowski | 7-5, 6-3           | Tableau |

### Double mixte
| No | Date       | Nom et lieu du tournoi      | Catégorie | Dotation       | Surface      | Vainqueurs                       | Finalistes                        | Score             |         |
| -- | ---------- | --------------------------- | --------- | -------------- | ------------ | -------------------------------- | --------------------------------- | ----------------- | ------- |
| 1  | 17/01/2011 | Australian Open Melbourne   | G. Chelem | 11 414 950 AU$ | Dur (ext.)   | Katarina Srebotnik Daniel Nestor | Chan Yung-Jan Pal Hanley          | 6-3, 3-6, [10-7]  | Tableau |
| 2  | 22/05/2011 | Roland-Garros Paris         | G. Chelem | 7 884 000 €    | Terre (ext.) | Casey Dellacqua Scott Lipsky     | Katarina Srebotnik Nenad Zimonjić | 7-66, 4-6, [10-7] | Tableau |
| 3  | 20/06/2011 | The Championships Wimbledon | G. Chelem | 6 631 000 £    | Gazon (ext.) | Iveta Benešová Jürgen Melzer     | Elena Vesnina Mahesh Bhupathi     | 6-3, 6-2          | Tableau |
| 4  | 29/08/2011 | US Open Flushing Meadows    | G. Chelem | 10 768 000 $   | Dur (ext.)   | Melanie Oudin Jack Sock          | Gisela Dulko Eduardo Schwank      | 7-64, 4-6, [10-8] | Tableau |

### Compétitions par équipes
| | Espagne     | 3                          | -   | 1    | Argentine |    |   |
| --- | ----------- | -------------------------- | --- | ---- | --------- | -- | - |
| Stade olympique, Séville, Espagne |             |                            |     |      |           |    |   |
| du 2 au 4 décembre 2011 sur terre battue (int.) |             |                            |     |      |           |    |   |
| \| 1 \| \| Rafael Nadal \| 6 \| 6 \| 6 \| \| \| \| 1 \| \| Juan Mónaco \| 1 \| 1 \| 2 \| \| \| \| 2 \| \| David Ferrer \| 6 \| 62 \| 3 \| 6 \| 6 \| \| 2 \| \| Juan Martín del Potro \| 2 \| 7 \| 6 \| 4 \| 3 \| \| 3 \| \| F. López - F. Verdasco \| 4 \| 2 \| 3 \| \| \| \| 3 \| \| D. Nalbandian - E. Schwank \| 6 \| 6 \| 6 \| \| \| \| \| \| \| \| \| \| \| \| \| 4 \| \| Rafael Nadal \| 1 \| 6 \| 6 \| 7 \| \| \| 4 \| \| Juan Martín del Potro \| 6 \| 4 \| 1 \| 60 \| \| \| \| \| \| \| \| \| \| \| \| 5 \| \| David Ferrer \| Non \| joué \| \| \| \| \| 5 \| Juan Mónaco \| \| \| \| \| \| \| \| \| \| \| \| \| \| \| \| |             |                            |     |      |           |    |   |
| 1 |             | Rafael Nadal               | 6   | 6    | 6         |    |   |
| 1 |             | Juan Mónaco                | 1   | 1    | 2         |    |   |
| 2 |             | David Ferrer               | 6   | 62   | 3         | 6  | 6 |
| 2 |             | Juan Martín del Potro      | 2   | 7    | 6         | 4  | 3 |
| 3 |             | F. López - F. Verdasco     | 4   | 2    | 3         |    |   |
| 3 |             | D. Nalbandian - E. Schwank | 6   | 6    | 6         |    |   |
| |             |                            |     |      |           |    |   |
| 4 |             | Rafael Nadal               | 1   | 6    | 6         | 7  |   |
| 4 |             | Juan Martín del Potro      | 6   | 4    | 1         | 60 |   |
| |             |                            |     |      |           |    |   |
| 5 |             | David Ferrer               | Non | joué |           |    |   |
| 5 | Juan Mónaco |                            |     |      |           |    |   |
| |             |                            |     |      |           |    |   |

| 1 |             | Rafael Nadal               | 6   | 6    | 6 |    |   |
| 1 |             | Juan Mónaco                | 1   | 1    | 2 |    |   |
| 2 |             | David Ferrer               | 6   | 62   | 3 | 6  | 6 |
| 2 |             | Juan Martín del Potro      | 2   | 7    | 6 | 4  | 3 |
| 3 |             | F. López - F. Verdasco     | 4   | 2    | 3 |    |   |
| 3 |             | D. Nalbandian - E. Schwank | 6   | 6    | 6 |    |   |
|   |             |                            |     |      |   |    |   |
| 4 |             | Rafael Nadal               | 1   | 6    | 6 | 7  |   |
| 4 |             | Juan Martín del Potro      | 6   | 4    | 1 | 60 |   |
|   |             |                            |     |      |   |    |   |
| 5 |             | David Ferrer               | Non | joué |   |    |   |
| 5 | Juan Mónaco |                            |     |      |   |    |   |
|   |             |                            |     |      |   |    |   |

|  | Équipe 1   | Score | Équipe 2 |  |
|  | États-Unis | 2 – 1 | Belgique |  |

| Ordre des matchs | Joueurs                            | Points au premier set | Points au second set | Points au troisième set |
| ---------------- | ---------------------------------- | --------------------- | -------------------- | ----------------------- |
| 1                | Bethanie Mattek-Sands              | 6                     | 3                    |                         |
| 1                | Justine Henin                      | 7                     | 6                    |                         |
|                  |                                    |                       |                      |                         |
| 2                | John Isner                         | 6                     | 6                    |                         |
| 2                | Ruben Bemelmans                    | 3                     | 4                    |                         |
|                  |                                    |                       |                      |                         |
| 3                | Bethanie Mattek-Sands - John Isner | 6                     | 6                    |                         |
| 3                | Justine Henin - Ruben Bemelmans    | 1                     | 3                    |                         |

|  | Équipe 1  | Score | Équipe 2  |  |
|  | Argentine | 1 – 2 | Allemagne |  |

| Ordre des matchs | Joueurs                               | Points au premier set | Points au second set | Points au troisième set |
| ---------------- | ------------------------------------- | --------------------- | -------------------- | ----------------------- |
| 1                | Juan Ignacio Chela                    | 6                     | 7                    |                         |
| 1                | Philipp Kohlschreiber                 | 4                     | 64                   |                         |
|                  |                                       |                       |                      |                         |
| 2                | Juan Mónaco                           | 64                    | 0                    |                         |
| 2                | Florian Mayer                         | 7                     | 6                    |                         |
|                  |                                       |                       |                      |                         |
| 3                | Juan Ignacio Chela - Juan Mónaco      | 3                     | 65                   |                         |
| 3                | Philipp Kohlschreiber - Florian Mayer | 6                     | 7                    |                         |

## Informations statistiques
Les tournois sont listés par ordre chronologique.

### En simple
| Joueur                | Nombre | Titres                                                                                             |
| Novak Djokovic        | 10     | Open d'Australie, Dubaï, Indian Wells, Miami, Belgrade, Madrid, Rome, Wimbledon, Montréal, US Open |
| Andy Murray           | 5      | Queen's, Cincinnati, Bangkok, Tokyo, Shanghai                                                      |
| Robin Söderling       | 4      | Brisbane, Rotterdam, Marseille, Båstad                                                             |
| Roger Federer         | 4      | Doha, Bâle, Paris, Masters                                                                         |
| Rafael Nadal          | 3      | Monte-Carlo, Barcelone, Roland-Garros                                                              |
| Nicolás Almagro       | 3      | Costa do Sauipe, Buenos Aires, Nice                                                                |
| Juan Martín del Potro | 2      | Delray Beach, Estoril                                                                              |
| David Ferrer          | 2      | Auckland, Acapulco                                                                                 |
| Marcel Granollers     | 2      | Gstaad, Valence                                                                                    |
| John Isner            | 2      | Newport, Winston-Salem                                                                             |
| Gilles Simon          | 2      | Sydney, Hambourg                                                                                   |
| Janko Tipsarević      | 2      | Kuala Lumpur, Moscou                                                                               |
| Jo-Wilfried Tsonga    | 2      | Metz, Vienne                                                                                       |
| Kevin Anderson        | 1      | Johannesburg                                                                                       |
| Pablo Andújar         | 1      | Casablanca                                                                                         |
| Marin Čilić           | 1      | Saint-Pétersbourg                                                                                  |
| Nikolay Davydenko     | 1      | Munich                                                                                             |
| Ivan Dodig            | 1      | Zagreb                                                                                             |
| Alexandr Dolgopolov   | 1      | Umag                                                                                               |
| Juan Carlos Ferrero   | 1      | Mercedes Cup                                                                                       |
| Ernests Gulbis        | 1      | Los Angeles                                                                                        |
| Robin Haase           | 1      | Kitzbühel                                                                                          |
| Philipp Kohlschreiber | 1      | Halle                                                                                              |
| Gaël Monfils          | 1      | Stockholm                                                                                          |
| Milos Raonic          | 1      | San José                                                                                           |
| Tommy Robredo         | 1      | Santiago                                                                                           |
| Andy Roddick          | 1      | Memphis                                                                                            |
| Andreas Seppi         | 1      | Eastbourne                                                                                         |
| Radek Štěpánek        | 1      | Washington                                                                                         |
| Ryan Sweeting         | 1      | Houston                                                                                            |
| Dmitri Toursounov     | 1      | Bois-le-Duc                                                                                        |
| Stanislas Wawrinka    | 1      | Chennai                                                                                            |

| Joueur              | Début de carrière | Premier titre |
| Kevin Anderson      | 2007              | Johannesburg  |
| Pablo Andújar       | 2005              | Casablanca    |
| Ivan Dodig          | 2004              | Zagreb        |
| Alexandr Dolgopolov | 2006              | Umag          |
| Milos Raonic        | 2008              | San José      |
| Andreas Seppi       | 2002              | Eastbourne    |
| Ryan Sweeting       | 2007              | Houston       |
| Janko Tipsarević    | 2002              | Kuala Lumpur  |

#### Titres par nation
| Pays           | Nombre | Titres |
| Espagne        | 13     | Auckland, Santiago, Costa do Sauipe, Buenos Aires, Acapulco, Casablanca, Monte-Carlo, Barcelone, Nice, Roland-Garros, Stuttgart, Gstaad, Valence |
| Serbie         | 12     | Open d'Australie, Dubaï, Indian Wells, Miami, Belgrade, Madrid, Rome, Wimbledon, Montréal, US Open, Kuala Lumpur, Moscou                         |
| France         | 5      | Sydney, Hambourg, Metz, Stockholm, Vienne |
| Royaume-Uni    | 5      | Queen's, Cincinnati, Bangkok, Tokyo, Shanghai |
| Suisse         | 5      | Chennai, Doha, Bâle, Paris, Masters |
| Suède          | 4      | Brisbane, Rotterdam, Marseille, Bastad |
| États-Unis     | 4      | Memphis, Newport, Houston, Winston-Salem |
| Argentine      | 2      | Delray Beach, Estoril |
| Croatie        | 2      | Zagreb, Saint-Pétersbourg |
| Russie         | 2      | Munich, Bois-le-Duc |
| Afrique du Sud | 1      | Johannesburg |
| Allemagne      | 1      | Halle |
| Canada         | 1      | San José |
| Italie         | 1      | Eastbourne |
| Pays-Bas       | 1      | Kitzbühel |
| Tchéquie       | 1      | Washington |
| Ukraine        | 1      | Umag |

#### Titres par surface et par nation
| Nation         | Nombre |
| Serbie         | 8      |
| Suisse         | 5      |
| Royaume-Uni    | 4      |
| France         | 4      |
| États-Unis     | 3      |
| Suède          | 3      |
| Croatie        | 2      |
| Espagne        | 2      |
| Afrique du Sud | 1      |
| Argentine      | 1      |
| Canada         | 1      |
| Tchéquie       | 1      |

| Nation     | Nombre |
| Espagne    | 11     |
| Serbie     | 4      |
| Argentine  | 1      |
| Autriche   | 1      |
| États-Unis | 1      |
| France     | 1      |
| Tchéquie   | 1      |
| Russie     | 1      |
| Suède      | 1      |

| Nation      | Nombre |
| États-Unis  | 2      |
| Allemagne   | 1      |
| Italie      | 1      |
| Russie      | 1      |
| Serbie      | 1      |
| Tchéquie    | 1      |
| Royaume-Uni | 1      |

### En double
| Joueurs              | Nombre | Titres                                                             |
| Bob Bryan            | 6      | Open d'Australie, Houston, Monte-Carlo, Madrid, Queen's, Wimbledon |
| Mike Bryan           | 6      | Open d'Australie, Houston, Monte-Carlo, Madrid, Queen's, Wimbledon |
| František Čermák     | 4      | Belgrade, Bois-le-Duc, Gstaad, Moscou                              |
| Michaël Llodra       | 4      | Washington, Montréal, Pékin, Bâle                                  |
| Max Mirnyi           | 4      | Memphis, Roland-Garros, Shanghai, Masters                          |
| Daniel Nestor        | 4      | Memphis, Roland-Garros, Shanghai, Masters                          |
| Aisam-Ul-Haq Qureshi | 4      | Halle, Bangkok, Stockholm, Paris-Bercy                             |
| Horia Tecău          | 4      | Zagreb, Acapulco, Casablanca, Bastad                               |
| Nenad Zimonjić       | 4      | Washington, Montréal, Pékin, Bâle                                  |
| Mahesh Bhupathi      | 3      | Chennai, Miami, Cincinnati                                         |
| Rohan Bopanna        | 3      | Halle, Stockholm, Paris-Bercy                                      |
| Daniele Bracciali    | 3      | Bois-le-Duc, Kitzbühel, Bucarest                                   |
| Eric Butorac         | 3      | Estoril, Nice, Kuala Lumpur                                        |
| Scott Lipsky         | 3      | San José, Delray Beach, Barcelone                                  |
| Oliver Marach        | 3      | Buenos Aires, Hambourg, Bangkok                                    |
| Jürgen Melzer        | 3      | Rotterdam, Stuttgart, US Open                                      |
| Leander Paes         | 3      | Chennai, Miami, Cincinnati                                         |
| Philipp Petzschner   | 3      | Rotterdam, Stuttgart, US Open                                      |
| Filip Polášek        | 3      | Belgrade, Gstaad, Moscou                                           |
| Jean-Julien Rojer    | 3      | Estoril, Nice, Kuala Lumpur                                        |
| Simone Bolelli       | 2      | Munich, Umag                                                       |
| Lukáš Dlouhý         | 2      | Brisbane, Sydney                                                   |
| Jonathan Erlich      | 2      | Eastbourne, Winston-Salem                                          |
| Paul Hanley          | 2      | Brisbane, Sydney                                                   |
| Robert Lindstedt     | 2      | Casablanca, Bastad                                                 |
| Xavier Malisse       | 2      | Indian Wells, Los Angeles                                          |
| Marcelo Melo         | 2      | Santiago, Costa do Sauipe                                          |
| Jamie Murray         | 2      | Tournoi de tennis de Moselle, Tokyo                                |
| Andy Ram             | 2      | Eastbourne, Winston-Salem                                          |
| Rajeev Ram           | 2      | San José, Delray Beach                                             |
| Bruno Soares         | 2      | Santiago, Costa do Sauipe                                          |

| Joueur              | Début de carrière | Premier titre |
| Simone Bolelli      | 2003              | Munich        |
| Alexandr Dolgopolov | 2006              | Indian Wells  |
| Robin Haase         | 2005              | Marseille     |
| Leonardo Mayer      | 2003              | Buenos Aires  |
| Adil Shamasdin      | 2001              | Johannesburg  |

#### Titres par nation
| Pays        | Nombre | Titres |
| États-Unis  | 14     | Open d'Australie, Johannesburg, San José, Delray Beach, Houston, Monte-Carlo, Barcelone, Estoril, Madrid, Rome, Nice, Queen's, Wimbledon, Kuala Lumpur |
| Inde        | 6      | Chennai, Miami, Cincinnati, Halle, Stockholm, Paris-Bercy                                                                                              |
| Tchéquie    | 6      | Brisbane, Sydney, Belgrade, Bois-le-Duc, Gstaad, Moscou                                                                                                |
| Autriche    | 5      | Rotterdam, Buenos Aires, Stuttgart, US Open, Bangkok                                                                                                   |
| Canada      | 5      | Johannesburg, Memphis, Roland-Garros, Shanghai, Masters                                                                                                |
| Italie      | 5      | Munich, Bois-le-Duc, Umag, Kitzbühel, Bucarest |
| Biélorussie | 4      | Memphis, Roland-Garros, Shanghai, Masters |
| France      | 4      | Washington, Montréal, Pékin, Bâle |
| Roumanie    | 4      | Zagreb, Acapulco, Casablanca, Bastad |
| Royaume-Uni | 4      | Marseille, Metz, Tokyo, Saint-Pétersbourg |
| Pakistan    | 4      | Halle, Bangkok, Stockholm, Paris-Bercy |
| Serbie      | 4      | Washington, Montréal, Pékin, Bâle |
| Allemagne   | 3      | Rotterdam, Stuttgart, US Open |
| Belgique    | 3      | Zagreb, Indian Wells, Los Angeles |
| Curaçao     | 3      | Estoril, Nice, Kuala Lumpur |
| Slovaquie   | 3      | Belgrade, Gstaad, Moscou |
| Argentine   | 2      | Buenos Aires, Munich |
| Australie   | 2      | Brisbane, Sydney |
| Brésil      | 2      | Santiago, Costa do Sauipe |
| Espagne     | 2      | Doha, Auckland |
| Israël      | 2      | Eastbourne, Winston-Salem Open |
| Suède       | 2      | Casablanca, Bastad |
| Ukraine     | 2      | Dubaï, Indian Wells |
| Mexique     | 1      | Barcelone |
| Pays-Bas    | 1      | Marseille |
| Russie      | 1      | Dubaï |

Note : Un titre remporté par une paire du même pays ne fait qu'un titre.

## Retrait du circuit
- Mario Ančić, 20 février (26 ans)
- Joachim Johansson, 18 mars (28 ans)
- Stefan Koubek, 6 mai (34 ans)
- Simon Aspelin, 9 juillet (37 ans)
- Kristof Vliegen, 13 juillet (29 ans)
- Gastón Gaudio, 31 août (32 ans)